# Agustín Gutiérrez
Agustín Gutiérrez, vollständiger Name Miguel Agustín Gutiérrez de León, (* 11. Februar 1992 in Montevideo) ist ein uruguayischer Fußballspieler.

## Karriere
Der 1,73 Meter große Mittelfeld- bzw. Offensivspieler Gutiérrez entstammt dem montevideanischen Barrio Malvín Norte. Als Vierjähriger begann er dort bei Euskalerría, der Mannschaft seines Wohnviertels „Complejo Habitacional Euskalerría“, mit dem Fußballspielen im sogenannten baby fútbol. Im Alter von 13 Jahren schloss er sich der Nachwuchsabteilung von Peñarol Montevideo an.
Er stand zu Beginn seiner Profikarriere mindestens 2011 und 2012 in Reihen des brasilianischen Klubs Caxias. 2011 bestritt er dort ein Ligaspiel in der Série C. Ein Tor schoss er nicht. In der zweiten Novemberhälfte 2012 wechselte er nach Uruguay zu Racing. Bei den Montevideanern lief er in der restlichen Spielzeit 2012/13 zwölfmal in der Primera División auf und erzielte zwei Treffer. In der Saison 2013/14 folgten 27 weitere Erstligaeinsätze mit fünf persönlichen Torerfolgen. In der Spielzeit 2014/15 wurde er 15-mal (fünf Tore) in der höchsten uruguayischen Spielklasse eingesetzt. Am 17. August 2014 gelang es ihm dabei in der Partie gegen den amtierenden uruguayischen Meister Danubio FC innerhalb von einer Viertelstunde vier Treffer zu erzielen. In den ersten Januartagen 2016 wechselte er zum argentinischen Klub Club Atlético Talleres, für den er elf Spiele (kein Tor) in der Primera B Nacional und drei Begegnungen (kein Tor) der Copa Argentina absolvierte. Anfang Juli 2016 schloss er sich Mineros de Zacatecas an und bestritt in der Folgezeit sechs Ligaspiele (kein Tor) und vier Partien (drei Tore) der Copa México für die Mexikaner. Im Januar 2017 verpflichtete ihn River Plate Montevideo. In der Folgezeit blieb er bei keinem Klub über eine längere Zeit. So versuchte er sich bis 2024 in seiner Heimat bei Cerro, Boston River, Rampla, Miramar, La Luz und Villa Teresa. in Chile bei O’Higgins, in Brasilien bei Cuiabá und in Peru bei Alfonso Ugarte de Puno.

## Erfolge
Cuiabá
- Copa Verde: 2019